# Christophe Dettinger
Christophe Dettinger (* 3. Mai 1981) ist ein ehemaliger französischer Boxer. Er ist durch eine Auseinandersetzung mit der Polizei im Zusammenhang mit der Gelbwestenbewegung Anfang Januar 2019 erneut ins Rampenlicht gerückt.

## Leben
Christophe Dettinger wurde in eine jenische Familie geboren, eine Gruppe historischer Fahrender europäischer Herkunft. Er ist fonctionnaire territorial, das heißt Gebietsbeauftragter für Straßen und Sauberkeit in Arpajon im Département Essonne in Nordfrankreich. Er ist Vater von drei Kindern.

## Boxkarriere
Als Amateur wurde Dettinger 2003 und 2004 französischer Meister im Schwergewicht, nachdem er bereits 1999 eine Bronzemedaille im Halbschwergewicht bei den Junioren-Europameisterschaften in Kroatien erkämpft hatte.
Beim Turnier Box-Am 2003 in Spanien gewann er die Silbermedaille nach einer Finalniederlage gegen Kubrat Pulew mit 13:16 und beim Turnier Karl Lehmann 2003 in Estland ebenfalls Silber nach einer Finalniederlage gegen Andreas Gustavsson
Am 22. Oktober 2004 bestritt er sein Profidebüt und gewann durch K. o. in der ersten Runde gegen den Slowaken Peter Furman. Nach sechs weiteren Siegen sicherte er sich am 30. Oktober 2007 den französischen Meistertitel im Cruisergewicht durch einen Punktesieg gegen Kamel Amrane. Im März 2008 verteidigte er den Titel gegen Merick Roberge, verlor jedoch den Rückkampf im Mai 2008.
Nachdem er in acht folgenden Kämpfen ungeschlagen blieb, boxte er im Dezember 2011 erneut um die französische Meisterschaft, verlor jedoch gegen Faisal Arrami. Im September 2012 unterlag er gegen Ismail Abdoul beim Kampf um den Titel WBC Mediterranean. Seinen letzten Kampf bestritt er am 6. Dezember 2013 um die französische Meisterschaft und verlor dabei gegen den ehemaligen Europameister Jean Marc Monrose.

## Gelbwestenbewegung
Am 5. Januar 2019 war er in eine Auseinandersetzung mit der Polizei in Paris im Zusammenhang mit der Gelbwestenbewegung verwickelt. In einem Video mit über 1.000.000 Aufrufen ist zu sehen, wie er fast allein eine Gruppe Polizisten mit Schilden und Helmen zurückdrängt.  Dadurch wurde er schnell zu einem Helden der Gelbwestenbewegung. Am 7. Januar stellte er sich der Polizei.
Innerhalb eines Tages sammelten Sympathisanten Dettingers auf einer Internetplattform für ihn Spenden in Höhe vom etwa 118.000 Euro zur Begleichung der Anwaltskosten und einer eventuellen Geldstrafe. Der Betreiber der Plattform löschte jedoch die Spendenseite nach knapp einem Tag.
Obwohl die Anwälte Dettingers beantragt hatten, ihn freizulassen, da er zur Zusammenarbeit mit der Justiz bereit war, wurde er in Haft genommen und das Pariser Strafgericht setzte den Prozess gegen ihn auf den 13. Februar fest. Dettinger wurde zu einem Jahr Freiheitsstrafe, weiteren eineinhalb Jahren Bewährung und 5.000 Euro Schmerzensgeld an zwei der Polizisten verurteilt.